# Railcare
Die Railcare AG (Eigenschreibweise railCare AG) ist ein Schweizer Eisenbahnverkehrsunternehmen, welches im unbegleiteten kombinierten Verkehr tätig ist. Seit 2010 gehört es zu 100 Prozent dem Schweizer Detailhandelskonzern Coop.

## Geschichte
Das Unternehmen wurde am 28. Dezember 2007 unter dem Namen tradeCare AG mit Sitz in Baden gegründet. Damaliger Zweck des Unternehmens war der Import und Export von Lebensmitteln. Am 7. September 2009 wurde das Unternehmen in railCare AG umbenannt, der Sitz nach Härkingen verlegt und das Tätigkeitsfeld in den Betrieb eines Eisenbahnverkehrsunternehmens umgewandelt. railCare verkehrt nach einem fixen Fahrplan im Punkt-zu-Punkt-Verkehr des unbegleiteten kombinierten Verkehrs (UKV).
Am 1. September 2010 übernahm Coop das gesamte Aktienkapital der railCare AG. Seither werden die Züge vorwiegend zum Transport von konzerneigenen Waren verwendet, sie stehen aber weiterhin Drittkunden offen.
2015 hatte das Unternehmen elf Standorte mit 260 Mitarbeiter, wovon 23 Triebfahrzeugführer waren.

## Schienenfahrzeuge

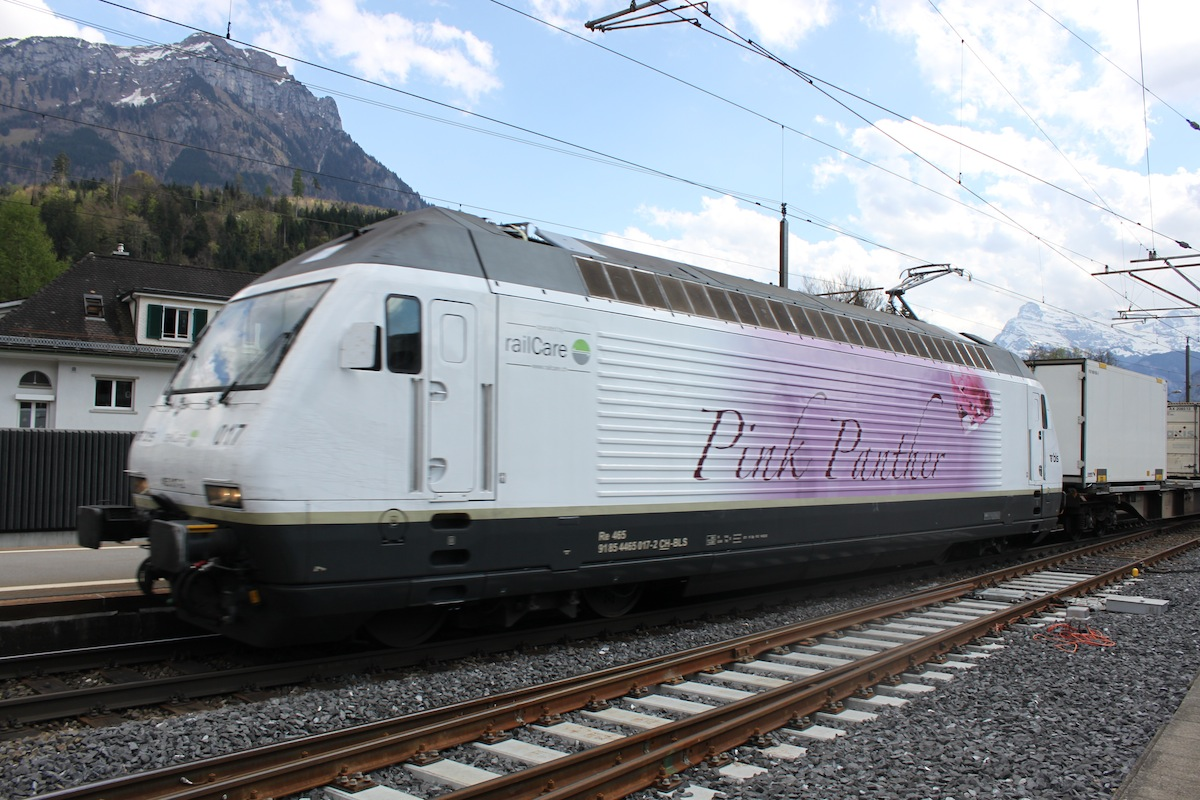
Re 465 017 „Pink Panther“ bei der Durchfahrt in Brunnen

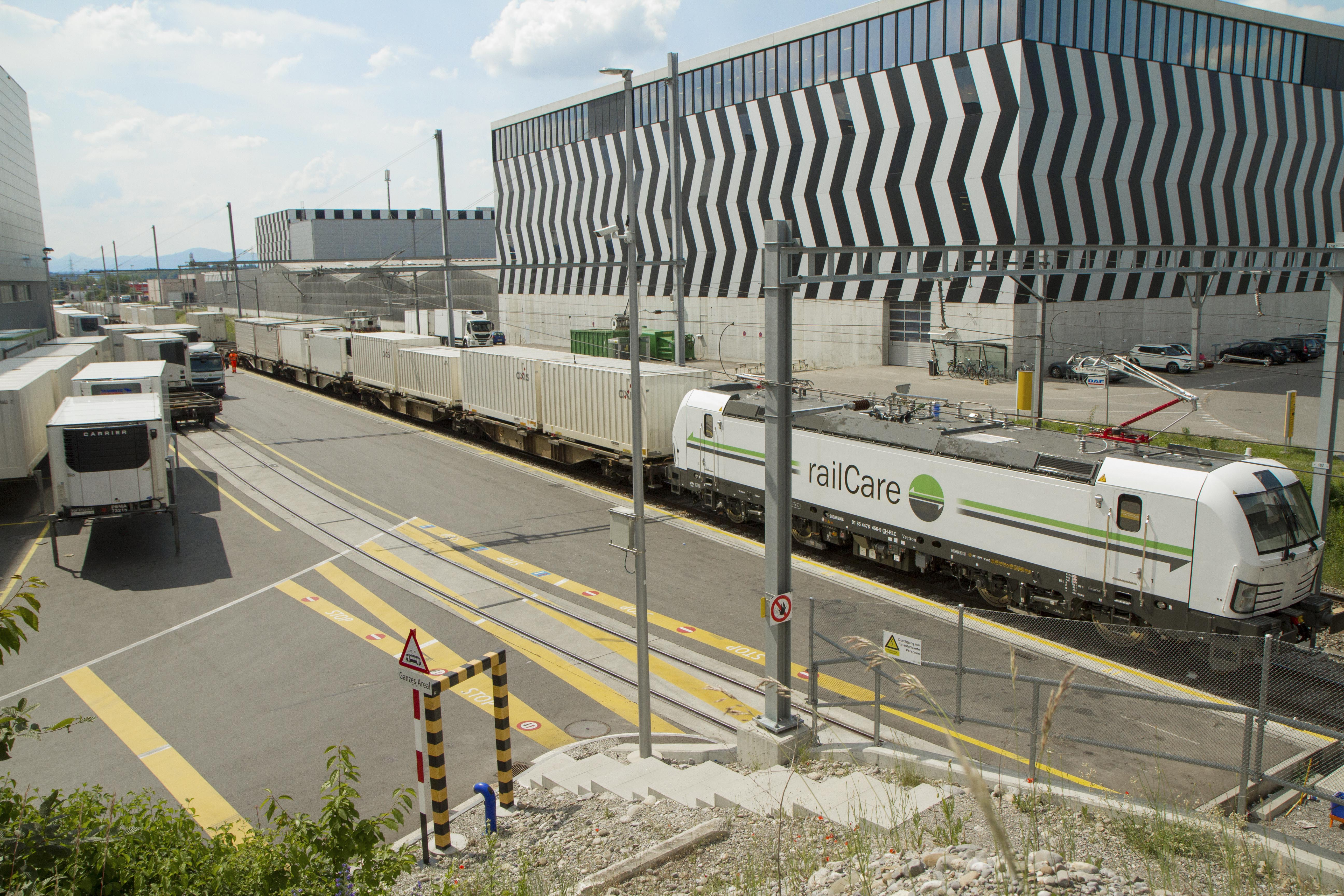
Siemens Vectron im Hub Schafisheim

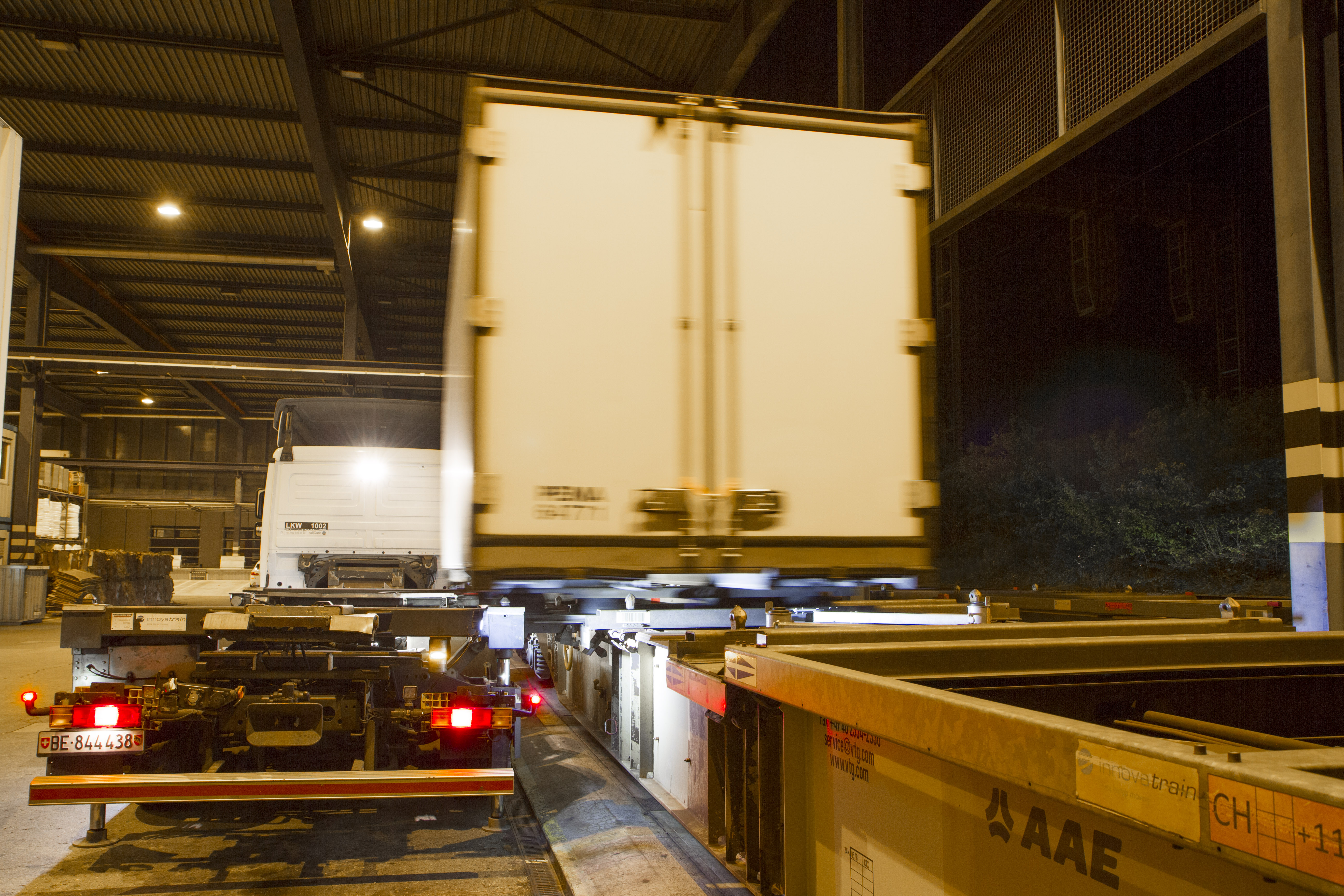
Umschlag vom LKW auf den Bahnwagen im Hub Bern

Nach Betriebsaufnahme wurden von der SBB Cargo zwei Re 420 gemietet. Die railCare AG mietete im Dezember 2012 von der Railpool fünf Bombardier TRAXX (Baureihe 186), die Re 420 gab sie danach an SBB Cargo zurück. Im Dezember 2013 gaben BLS Cargo und railCare einen Tausch bekannt: Die fünf 186 der railCare werden via Railpool der BLS zur Verfügung gestellt, während diese der railCare 4 Re 465 vermietet. Für den Verkehr auf dem RhB-Dreischienengleis Chur–Ems Werk (11 kV Wechselstrom) darf railCare zudem eine Re 425 von der BLS benutzen. Die Re 465 übernahmen danach Lackierung und Taufnamen der 186.
Folgende Lokomotiven verkehrten bis Ende 2017 für railCare:
- Re 465 015-6 „Cat’s Eye“
- Re 465 016-4 „Black Pearl“
- Re 465 017-2 „Pink Panther“
- Re 465 018-0 „Flash Fire“

2015 waren 73 Containertragwagen von der AAE Ahaus Alstätter Eisenbahn angemietet.
Ende 2017 wurden die BLS-Maschinen mit den im September 2016 bei Siemens bestellten Vectron ersetzt. Ausgeliefert sind:
- Rem 476 451 „Graubünden“
- Rem 476 452 „Tessin“
- Rem 476 453 „Waadt“
- Rem 476 454 „Wallis“
- Rem 476 455 „Bern“
- Rem 476 456 „Genf“ respektive „Genève“
- Rem 476 457 „Aargau“ respektive „Argovie“

RailCare hat im Dezember 2023 einen 12-Jahres-Leasingvertrag für drei Euro-9000-Lokomotiven inklusive Instandhaltung mit dem European Loc Pool (ELP) unterzeichnet. Nebst auf der Lötschberg- und Gotthard-Linie verkehren die Maschinen auch auf anderen Strecken in der Schweiz. Die sechsachsigen Elektrolokomotiven verfügen über einen Dieselmotor für die Bedienung nicht elektrifizierter Anschlussgleise und über eine Funkfernsteuerung.
Seit dem 23. Mai 2025 ist die Rem 476 457 neu analog den gemieteten Euro-9000-Lokomotiven im Coop-Design unterwegs. Auch die anderen sechs Lokomotiven sollen so angepasst werden.

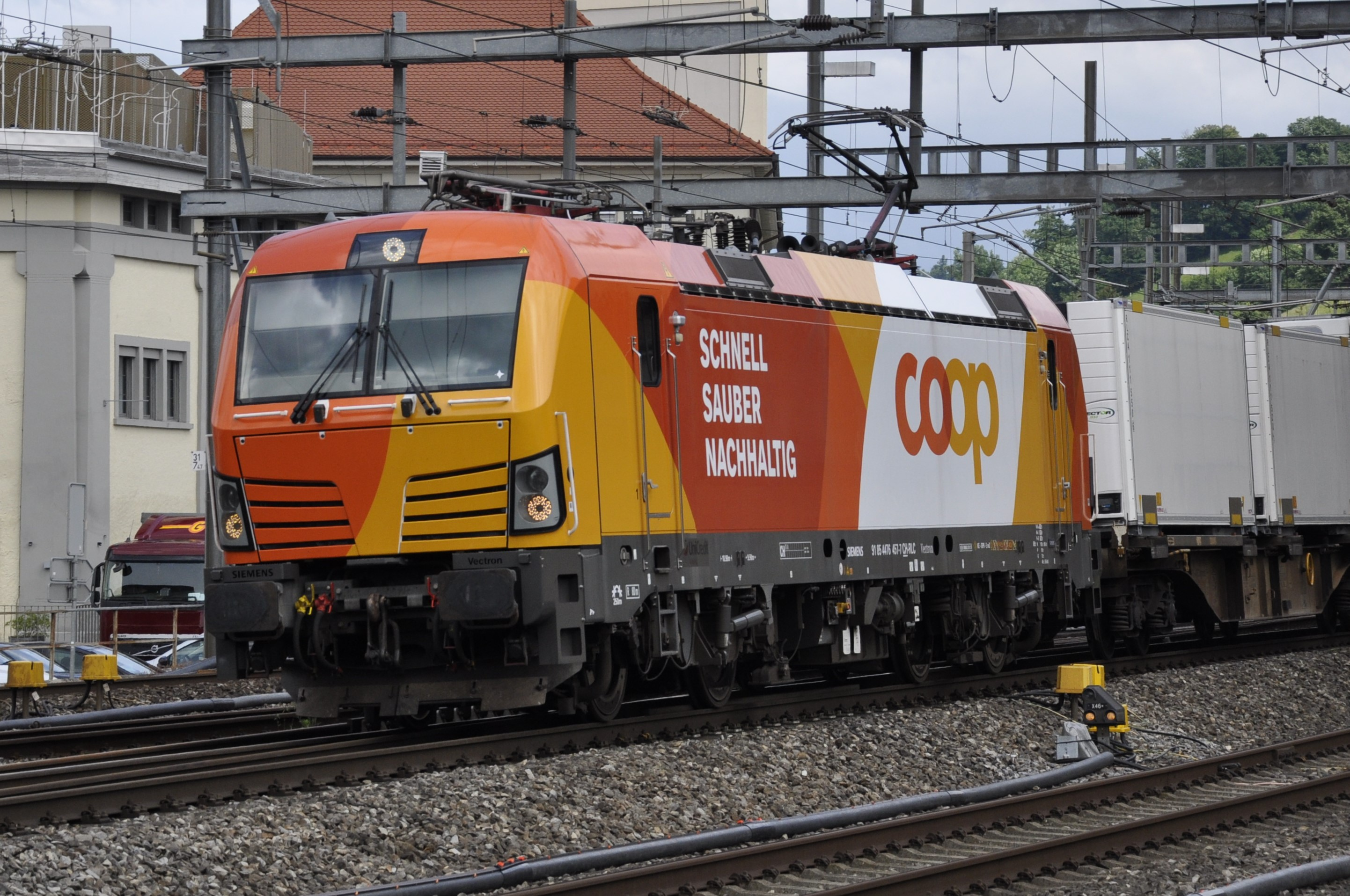
Railcare Rem 476 457
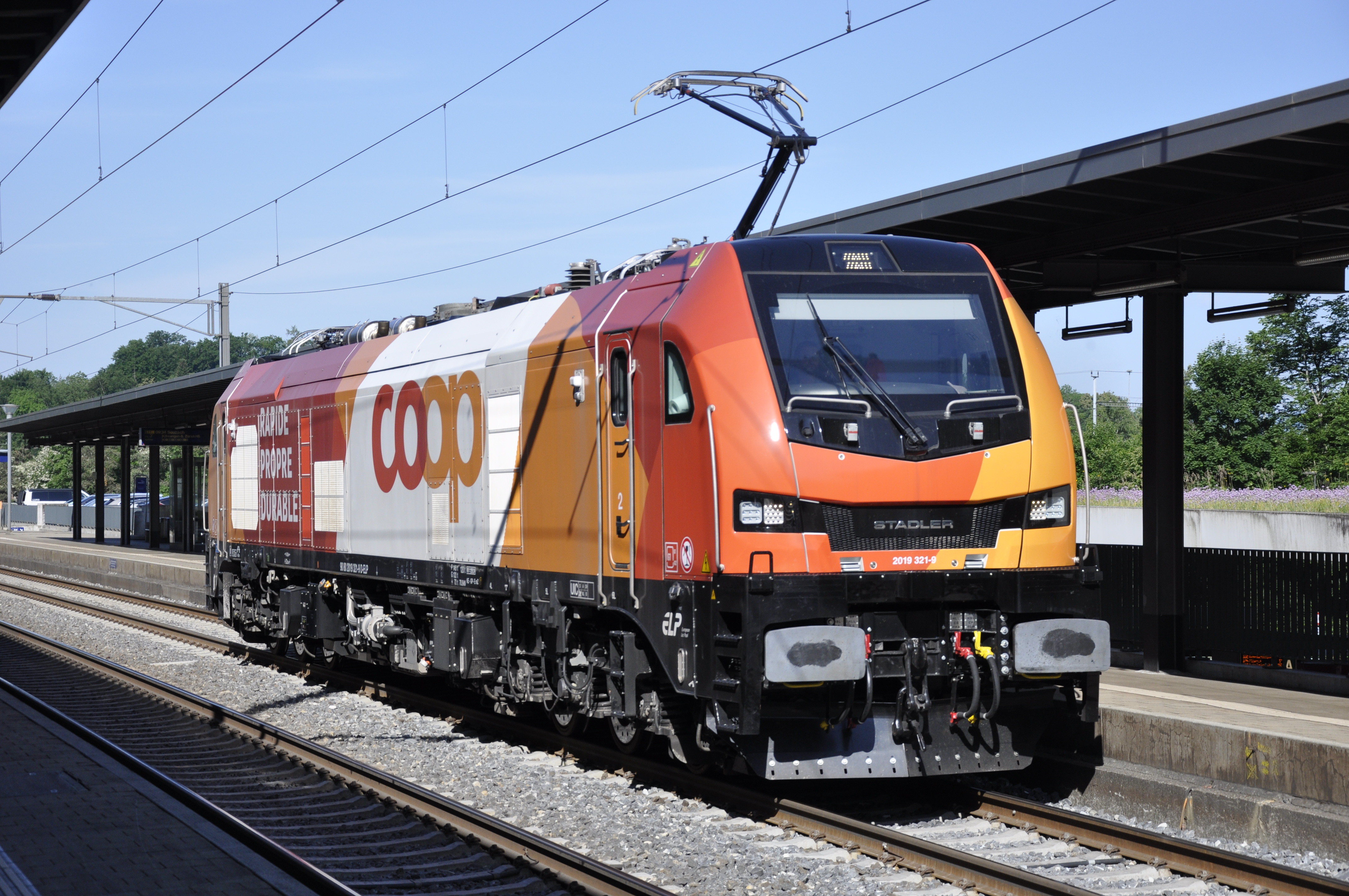
Railcare BR 2019 321

## Strassenfahrzeuge
Für den Transport auf der letzten Meile vom Umschlagterminal zum Empfänger standen 2015 dem Unternehmen 60 LKW, 36 Umschlagfahrzeuge mit dem Horizontalumschlaggerät „ContainerMover-3000“ sowie 500 Wechselbehälter zur Verfügung.

## Strecken
railCare verkehrt auf folgenden Relationen:
- Felsberg – Schafisheim – Chavornay – Aclens (retour)
- Thun-Gwatt – Schafisheim
- Schafisheim – Brig – Bern-Niederbottigen – Schafisheim
- Schafisheim – Castione – Balerna/Stabio – Castione – Schafisheim
- Schafisheim – Aclens – Genf/Carouge – Aclens – Genf/Carouge – Aclens – Genf/Carouge – Aclens – Schafisheim
- Melzo/Mailand – Frenkendorf – Melzo/Mailand (Zugübernahme/-übergabe in Chiasso)

## Auszeichnungen
Die railCare AG ist im Jahr 2018/2019 (gemeinsam mit Molinari Rail) für die Entwicklung des „rCE Powerpack“ in der Kategorie Komponenten + Ausrüstung mit dem Innovationspreis des Privatbahn Magazin ausgezeichnet worden.